# Nature morte aux citrons et oranges avec une rose
Nature morte aux citrons et oranges avec une rose est une huile sur toile (60 × 107 cm) de Zurbarán réalisée en 1633 qui est conservée au Norton Simon Museum de Pasadena, en Californie. C'est l'unique nature morte de Zurbarán, datée et signée de sa main. Elle est considérée comme un chef-d'œuvre du genre,.

## Composition
Cette nature morte montre trois sortes d'objets (une soucoupe avec quatre citrons, un panier d'oranges d'osier avec une branche de fleurs d'oranger, et une soucoupe portant une tasse d'eau de faïence blanche et une rose) posés sur une table contre un fond sombre. Chaque groupe d'objets est placé à équidistance l'un de l'autre et s'équilibrent de façon géométrique et harmonieuse grâce à une composition pyramidale.
- Andreas Prater en fait la description suivante[4] :

« Zurbaran isole les objets l'un de l'autre − la composition apparaît comme un arrangement conscient sans être excessivement artificiel. Les objets sont complètement statiques contre un fond sombre et semblent mis hors de leur contexte quotidien. Les êtres humains qui pourraient les posséder n'ont aucun lieu d'être. »

- Norman Bryson écrit[5] :

« Des citrons, des oranges, une tasse et une rose montrent un champ visuel tellement pur et tellement parfait dans sa composition que ces objets banals paraissent être comme transfigurés ou (mot inévitable) en « transubstantiation ». Se trouvant au croisement du divin et de l'éternité, ils  rompent exactement avec ce qui est tout simplement humain. »

Un grand nombre d'œuvres de Zurbarán délivrent un message chrétien, et les objets de ce tableau sont souvent interprétés comme une allusion symbolique à la Sainte Trinité ou un hommage à la Sainte Vierge, la rose sans épines signifiant son Immaculée Conception.
- Morten Lauridsen déclare dans The Wall Street Journal[6] :

« …les objets de cette œuvre sont des offrandes symboliques à la Vierge Marie. Son amour, sa pureté et sa chasteté sont signifiés par la rose et la tasse d'eau. Les citrons sont un fruit pascal qui, de même que les oranges et les fleurs d'oranger, symbolisent la vie renouvelée. La table est un autel symbolique. »

## Histoire
Ce tableau appartenait dans les années 1930 au collectionneur florentin Alessandro Contini Bonacossi. En 1972, le tableau a été vendu par ses héritiers au Norton Simon Museum pour la somme de 2 725 000 $ américains.
D'autres tableaux ont été vendus par les héritiers au Norton Simon Museum, comme le Portrait de Jörg Fugger (Giovanni Bellini), le Portrait de Manusso Theotokopoulos (frère du Greco, par Le Greco), le Portrait d'un homme âgé (Giovan Battista Moroni), et Le Triomphe de la vertu sur l'ignorance (Tiepolo).